# ひとりぼっちの反乱軍
ひとりぼっちの反乱軍は、日本のバンド・TOM★CATが1986年4月5日に発売した4枚目のシングル。発売元はキャニオン・レコード（現：ポニーキャニオン）。
品番：7A0565

## 収録曲
1. ひとりぼっちの反乱軍
作詞・作曲：TOM、編曲：Light house Project
2. 五月の夜の窓際で
作詞・作曲・編曲：TOM